# Аристион Александријски
Аристион Александријски (стгрч. Αριστιων Αριστιων) - епископ Мале Александрије, мученик и светитељ. У руским житијима пре 18. века, Аристион се назива Аристијан и Аристон.
Аристионов животни век је непознат. У најстаријем сачуваном Житију, у Минологији Василија II, каже се да је Аристион био епископ приморског града Мале Александрије, који се налазио између градова Исе и Антиохије, у Сирији и да га је владар града ухапсио због проповедања хришћанства. Пре тога, Аристион је исповедио Исуса Христа као истинитог Бога и због тога био осуђен на спаљивање.
Најдетаљније Аристионове Житије објавио је на грчком: Јован Г. Таласинос, „Свети свештеномученик Аристион“, (Атина, 2003). У овој књизи је и служба Аристиону, коју је саставио јеромонах светогорског манастира Симонопетра Атанасије.
Према овој књизи, Аристион је рођен у 2. веку у паганској породици. Када је Аристион имао 10 година, примио је хришћанску веру, захваљујући Антонију (9. новембра (22. новембра)), затим постао епископ и пострадао за Христа. Али ово Житије укључује јасан анахронизам – Антоније из Апамеје живео је у 4. веку. Информације о Аристону у овој књизи преузете су из Живота садржаног у Акта Санкторум.
Православна црква спомиње светог Аристона 3. (19.) септембра.